# Бріґітте Шухардт
Бріґітте Шухардт (нім. Brigitte Schuchardt, 28 березня 1955) — німецька плавчиня.
Учасниця Олімпійських Ігор 1972 року. Бронзова медалістка Чемпіонату світу 1973 року на дистанції 100 м брасом. Чемпіонка Європи 1970 року в естафеті 4×100 м комплексом і срібна медалістка на дистанції 400 м комплексом.